# Jedrska cepitev
Jêdrska cepítev (tudi jêdrska fisíja) je jedrska reakcija, pri kateri težko atomsko jedro razpade na dve srednjetežki jedri (cepitveni produkti), pri tem pa navadno odleti nekaj nevtronov. Pri težkih jedrih (npr. uranu) se lahko cepitev zgodi sama od sebe (spontana cepitev) ali pa jo sproži nevtron ali foton, ki se absorbira v jedru in mu preda energijo. Čim večja je ta energija, tem stabilnejša jedra se lahko razcepijo.
Da se jedro lahko razcepi, mora najprej preseči energijski prag oz. prejeti aktivacijsko energijo; ko preseže prag, se novo nastali jedri oddaljita, razlika energij pa se sprosti v obliki toplote. Cepitveni produkti so jedra srednjih mas, v katerih so nukleoni močneje vezani kakor v težkih jedrih. Razlika energije med začetnim in končnim stanjem znaša približno 200 MeV na en razcep; sprosti se v obliki toplote (jedrsko orožje).
Ker pri jedrski cepitvi poleg dveh lažjih jeder nastane več nevtronov z veliko energijo (hitri nevtroni), ki lahko prožijo nove cepitve, se v primernih okoliščinah lahko vzpostavi verižna reakcija. Da se verižna reakcija lahko vzdržuje, mora v časovni enoti nastati toliko nevtronov, kakor se jih porabi za nadaljnjo cepitev in kakor jih pobegne iz snovi. Pri majhnih količinah cepljivega goriva večina nevtronov odleti skozi stene in ne cepi drugih jeder. Najmanjša količina, potrebna za verižno reakcijo, je kritična masa; npr. za plutonij v obliki krogle znaša 4,4 kg, za čisti uran pa 10 kg (krogla premera 10 cm).
Jedrsko cepitev (predvsem urana U235) tehnično uporabljajo v jedrskih reaktorjih za pridobivanje električne energije in v uničevalne namene v jedrskem orožju.